# Taxano 13alfa-idrossilasi
La taxano 13alfa-idrossilasi è un enzima appartenente alla classe delle ossidoreduttasi, che catalizza la seguente reazione:
taxa-4(20),11-dien-5α-olo + NADPH + H+ + O2 ⇄ taxa-4(20),11-dien-5α,13α-diolo + NADP+ + H2O